# Zermelova–Fraenkelova teorie množin
Zermelova–Fraenkelova teorie množin (ZF) je nejrozšířenější axiomatickou soustavou teorie množin, která je sama o sobě nebo v některých mírných modifikacích používána jako základ pro většinu dalších odvětví matematiky včetně algebry a matematické analýzy. Často se k axiomům ZF teorie přidává axiom výběru – v takovém případě je označována jako ZFC (písmeno C značí výběr, z anglického choice).
Principem ZF je postupná konstrukce množin – objektů množinového univerza – z několika základních axiomů tak, aby vzniklá teorie byla dostatečně bohatá (je třeba umožnit existenci nespočetných množin typu reálných čísel, existenci shora neomezené řady nekonečných kardinalit), ale zároveň neumožňovala existenci množin použitých v paradoxech klasické intuitivně pojaté teorie množin (např. Russellův paradox, Buraliův-Fortiho paradox).

## Neformální úvod
Axiomatická teorie množin slouží k tomu, aby bylo pomocí množin možné zkonstruovat všechny matematické objekty (grupy, funkcionály, přímky, grafy atd.) a aby z axiomů, které popisují vlastnosti množin, bylo možno odvodit právě všechna pravdivá matematická tvrzení ze všech oblastí matematiky (pravděpodobnost, diferenciální rovnice, abstraktní algebra, teoretická informatika atd.).
Zermelova–Fraenkelova teorie množin je nejpoužívanější z takovýchto axiomatických systémů.

## Axiomy ZF
Vzhledem k výše uvedeným faktům je možné každé matematické tvrzení odvodit z následujících axiomů (spolu s axiomem výběru). Kromě těchto předpokladů nepředpokládáme o množinách naprosto nic; proto jsou mezi axiomy zdánlivě samozřejmá tvrzení, jako je axiom dvojice či extenzionality apod.

### Axiom extenzionality
Množiny, které mají stejné prvky, se rovnají.

{\displaystyle (\forall a)(\forall b)(a=b\Leftrightarrow (\forall x)(x\in a\Leftrightarrow x\in b))}

Tento axiom uvádí do souvislosti dva základní operátory jazyka teorie množin – operátor rovnosti a operátor náležení. Tvrdí zjednodušeně řečeno, že rovnost dvou množin záleží pouze na prvcích, které obsahují (což není úplně samozřejmé – například rovnost vektorů v lineární algebře závisí nejen na prvcích vektoru, ale i na jejich pořadí).

### Schéma axiomů nahrazení
Je-li F(x,y) formule jazyka teorie množin v proměnných x,y, která je navíc zobrazením (tj. pokud F(x,y) a F(x,z), pak y = z) pak každý výrok

Pro každou množinu a existuje množina b obsahující právě všechny obrazy prvků množiny a v zobrazení F(x,y)

{\displaystyle (\forall x,y,z)((F(x,y)\land F(x,z))\implies y=z)\implies (\forall a)(\exists b)(\forall w)(w\in b\Leftrightarrow (\exists v)(v\in a\land F(v,w)))}

je axiomem ZF.
Jednoduše řečeno: pokud mám rozumně definované (jazykem teorie množin) zobrazení, pak obrazem množiny v tomto zobrazení je opět množina.
Poznámka: Schéma axiomů nahrazení není v pravém slova smyslu axiom – jedná se o metajazykový návod, podle něhož lze vytvořit teoreticky neomezený počet axiomů.
Z historických důvodů je do axiomatiky ZF často zahrnováno také následující schéma axiomů vydělení – toto schéma je důsledkem obecnějšího schématu axiomů nahrazení, není tedy pro budování teorie množin nezbytně nutné. Zmiňuji jej zde, protože bylo součástí původní Zermelovy teorie množin, ze které vzešla ZF mimo jiné právě přidáním schématu nahrazení:

### Schéma axiomů vydělení
Je-li F(x) formule jazyka teorie množin v proměnné x, která neobsahuje volně proměnnou b, pak každý výrok

Pro každou množinu a existuje množina b, která obsahuje právě ty prvky množiny a, pro které platí formule F(x)

{\displaystyle (\forall a)(\exists b)(\forall x)(x\in b\Leftrightarrow (x\in a\land F(x)))}

je axiomem ZF.
Jednoduše řečeno: pokud si zvolím jakékoliv rozumné kritérium (tj. kritérium popsatelné formulí jazyka teorie množin), pak pomocí něj mohu vybrat prvky z množiny – a výsledkem je opět množina. Díky tomuto kritériu lze tedy z větší množiny zkonstruovat pomocí různých formulí různé „menší“ množiny – má smysl mluvit o podmnožině:

{\displaystyle x\subseteq y\Leftrightarrow (\forall z)(z\in x\implies z\in y)}
Díky schématu axiomů vydělení má dobrý smysl mluvit o prázdné množině (značení {\displaystyle \emptyset }), tj. množině, která neobsahuje žádné prvky – stačí dosadit za F(x) formuli „x se nerovná x“.
Díky schématu axiomů vydělení má dobrý smysl mluvit o průniku dvou množin – stačí použít jako F(x) formuli {\displaystyle x\in c} a mám zaručenou existenci množiny {\displaystyle a\cap c}, která obsahuje prvky z a, které zároveň splňují F(x), tj. patří do c.

### Axiom dvojice
Pro každé dvě množiny a,b existuje množina c obsahující právě tyto dvě množiny.

{\displaystyle (\forall a)(\forall b)(\exists c)(\forall x)(x\in c\Leftrightarrow (x=a\vee x=b))}
Konečně axiom, u kterého není moc o čem přemýšlet – pokud vezmu dvě množiny a,b, pak mohu vytvořit množinu (značenou obvykle {a,b}), která obsahuje dva prvky: a a b. Pokud navíc vezmu a = b, dostávám jednoprvkovou množinu značenou {a}.
Poznámka: Aby v tom byl ještě větší zmatek, ani axiom dvojice není v pravém slova smyslu axiom ZF – lze jej dokázat ze schématu nahrazení a axiomu potence. Axiom dvojice byl opět součástí Zermelovy axiomatické teorie, která neobsahovala schéma nahrazení.

### Axiom sumy
Pro každou množinu a existuje množina b, která obsahuje právě všechny prvky prvků množiny a.

{\displaystyle (\forall a)(\exists b)(\forall x)(x\in b\Leftrightarrow (\exists y)(x\in y\land y\in a))}
Množina, jejíž existenci zaručuje tento axiom, je obvykle nazývána sumou množiny a, značí se:

{\displaystyle \bigcup a}
Pokud mi axiom dvojice umožňoval vytvářet „nadřazenou“ množinu v hierarchii náležení, pak axiom sumy mi naopak umožňuje vytvářet množiny z „podřízených“ prvků – tj. prvků prvků, prvků prvků prvků, prvků prvků prvků prvků,…
Poznámka: Zde je na místě připomenout, že objektem ve světě teorie množin je vždy a pouze množina. Pokud chci například mluvit o přirozených nebo reálných číslech, musím si je „zkonstruovat“ jako množinu množin, které lze seřadit tak, aby to odpovídalo intuitivní představě o vlastnostech příslušného souboru čísel.
Díky axiomu sumy a axiomu dvojice má dobrý smysl mluvit o sjednocení dvou množin {\displaystyle a\cup b} – jedná se o sumu dvouprvkové množiny {\displaystyle \bigcup \{a,b\}}

### Axiom potenční množiny
Pro každou množinu a existuje množina b, která obsahuje právě všechny podmnožiny množiny a.

{\displaystyle (\forall a)(\exists b)(\forall x)(x\in b\Leftrightarrow x\subseteq a)}
Množina, jejíž existenci zaručuje tento axiom, je obvykle označována jako potenční množina množiny a, značí se {\displaystyle \mathbb {P} (a)}.
Poznámka: Schéma axiomů vydělení nám zajišťuje existenci podmnožin – mohu je konstruovat pomocí jednotlivých formulí jazyka teorie množin. Je tedy jen logické, že tyto podmnožiny sdružím do jedné „množiny podmnožin“. I přes tuto svoji „intuitivní“ správnost je axiom potenční množiny překvapivě silný – pokud existuje alespoň jedna nekonečná množina (viz axiom nekonečna), pak z tohoto axiomu vyplývá existence nekonečně mnoha nekonečných kardinalit, jak o tom mluví Cantorova věta.

### Axiom nekonečna
Existuje množina přirozených čísel (přesněji množina, která obsahuje prázdnou množinu a pro každý svůj prvek x také sjednocení x a {x}).

{\displaystyle (\exists a)(\emptyset \in a\land (\forall x)(x\in a\implies x\cup \{x\}\in a))}
Poznámka: Tento axiom nezaručuje pouze existenci nějaké množiny – zajišťuje existenci alespoň jedné nekonečné množiny. V některých alternativních modelech je proto nahrazován slabším axiomem existence množiny: Existuje alespoň jedna množina: {\displaystyle (\exists a)(a=a)}.
Tento axiom se trochu vymyká ostatním – zaručuje existenci jedné konkrétní množiny, ale zato (když už, tak už) nekonečné. Podívejme se, co vlastně tato množina (v teorii množin označovaná obvykle {\displaystyle \omega } nebo {\displaystyle \omega _{0}}) obsahuje.
- Obsahuje prázdnou množinu {\displaystyle \emptyset } – označme ji jako číslo 0
- Obsahuje množinu {\displaystyle 0\cup \{0\}=\emptyset \cup \{\emptyset \}=\{\emptyset \}=\{0\}} – označme ji jako 1
- Obsahuje množinu {\displaystyle 1\cup \{1\}=\{\emptyset \}\cup \{\{\emptyset \}\}=\{\emptyset ,\{\emptyset \}\}=\{0,1\}} – označme ji jako 2

…
Dostáváme tak strukturu, která nápadně připomíná přirozená čísla v jejich intuitivně používaném významu – každé číslo obsahuje v sobě všechna menší (předcházející) a množina přirozených čísel je pak obsahuje všechny:

{\displaystyle \omega _{0}=\{0,1,2,3,...\}\,\!}

#### Souvislost s Goodsteinovou větou
Důsledkem axiomu nekonečna je mj. Goodsteinova věta, která se týká výhradně konečných přirozených čísel, ale nelze ji dokázat bez přijetí axiomu nekonečna nebo nějaké jeho obdoby. Je pravdivá na množině přirozených čísel, ale není dokazatelná ani vyvratitelná z axiomů Peanovy aritmetiky. Je tedy příkladem formule dosvědčující, že PA není úplná teorie.
ZF s negací axiomu nekonečna je „stejně silná“ jako PA (v tom smyslu, že existuje v obou směrech interpretace), a tak nepřekvapuje, že ani v ní není Goodsteinova věta dokazatelná. ZF s axiomem nekonečna sice, jak plyne z první Gödelovy věty o neúplnosti, není úplná, ale důkaz Goodsteinovy věty v ní existuje. Tento důkaz ovšem využívá vlastnosti ordinálních čísel, což je složitější struktura, než o jaké dokáže hovořit PA.

### Axiom fundovanosti
Pro každou množinu a platí, že pokud je neprázdná, pak obsahuje alespoň jeden prvek b, který má s a prázdný průnik.

{\displaystyle (\forall a)(a\neq \emptyset \implies (\exists b)(b\in a\land b\cap a=\emptyset ))}
Jinými slovy, axiom tvrdí, že náležení je fundovaná relace na třídě všech množin. Je ekvivalentní s tvrzením, že fundované jádro je totožné s třídou všech množin, tj. že neexistují množiny, které se „nechovají fundovaně“, jako např. 
- Množina typu {\displaystyle a=\{a\}}, tzv. urelement.
- Množiny {\displaystyle a,b} splňující {\displaystyle a\in b} i {\displaystyle b\in a}.
- Nekonečná „klesající“ posloupnost {\displaystyle a_{1}\ni a_{2}\ni a_{3}\ldots }

Tento axiom, spolu s axiomem extenzionality, univerzum všech množin omezuje (zakazuje v něm množiny jistých nežádoucích vlastností, které odporují intuici), zatímco ostatní axiomy naopak konstruují nové množiny, tj. zaručují jejich existenci.

## Bezespornost ZF a ZFC
Je-li ZF bezesporná, nelze v ní axiom výběru dokázat ani vyvrátit. (Tento výsledek lze dokázat nejen v ZF, ale i v mnohem slabší Peanově aritmetice). Proto je ZF bezesporná právě tehdy, je-li bezesporná ZFC.
Z druhé Gödelovy věty o neúplnosti vyplývá, že pokud je ZFC bezesporná, pak její bezespornost nelze v ZFC dokázat.
Všeobecně se věří, že ZFC je bezesporná (očekávat od teorie, že přesně popíše platné matematické teorémy, je nesrovnatelně silnější předpoklad, než její bezespornost), ale z výše uvedeného důvodu to nelze dokázat. Pokud bude nalezen důkaz bezespornosti ZFC, bude to (paradoxně) znamenat, že je sporná.
V Kelleyově-Morseově teorii množin sice lze bezespornost ZFC dokázat, ovšem to nemá velkou váhu; KM je jen jedním z mnohých možných zesílení ZFC. Výsledky, k nimž je zapotřebí silnějších axiomů, než ZFC, nejsou v matematice pokládány za prokázané. Jinými slovy, ZF plus axiom výběru je systém axiomů (ustálený po bouřlivých dohadech), o němž předpokládáme, že popisuje matematické pravdy.

## Modely teorie množin
Studium modelů teorie množin má význam proto, že podle Gödelovy věty o úplnosti je matematické tvrzení dokazatelné v teorii T, právě když platí v každém jejím modelu. Pokud tedy dokážeme zkonstruovat model ZFC, v němž nějaká matematická hypotéza platí, a model, v němž neplatí, pak jde o tvrzení, které nelze dokázat ani vyvrátit.
Mnoho takto nerozhodnutelných tvrzení má praktický dopad na další obory matematiky, například matematickou analýzu (příkladem je hypotéza kontinua). Všechny výsledky tohoto druhu (že něco nejde z axiomů ZFC dokázat) jsou ovšem formulovány s podmínkou „Pokud je ZFC bezesporná“, neboť její bezespornost z výše zmíněných důvodů nelze ověřit.
Model ZFC nelze konstruktivně popsat, neboť to by bylo důkazem bezespornosti ZFC. Důkaz tedy předpokládá, že existuje model ZFC, a z něj zkonstruuje jiný model, v němž neplatí tvrzení, jehož nedokazatelnost z axiomů ZFC je třeba demonstrovat. Tímto způsobem bylo například roku 1962 metodou forcingu dokázáno, že axiom výběru ani hypotézu kontinua nelze z axiomu ZF vyvrátit (je-li ZF bezesporná). Že je nelze ze ZF dokázat, to dokázal Kurt Gödel již o několik desetiletí dříve, neboť to lze prokázat bez studia modelů.
Modelem ZF může být jakákoli množina M s binární relací R (reprezentující náležení), pokud jsou v ní splněny axiomy. Zvláštní význam mají ovšem modely, kde R je přímo relace náležení. Mezi nimi mají významné postavení tranzitivní modely, v nichž množina M je tranzitivní (obsahuje všechny „prvky svých prvků“). Mostowského věta o kolapsu umožňuje určit postačující podmínky k tomu, aby model ZF byl izomorfní s tranzitivním modelem.
Další důležitá nerozhodnutelná tvrzení jsou Axiom konstruovatelnosti a Suslinova hypotéza.